# Campeonato Mundial de Natación
El Campeonato Mundial de Natación (también denominado Campeonato Mundial de Deportes Acuáticos o Campeonato Mundial de World Aquatics) es la máxima competición internacional de los deportes acuáticos. Es realizado desde 1973 por la Federación Internacional de Natación (actualmente World Aquatics). Desde su novena edición, en 2001, se lleva a cabo cada año impar.
El punto central de los campeonatos son las competiciones de natación, disputadas en una piscina de 50 m Además se realizan competiciones de natación en aguas abiertas, natación artística, saltos, saltos de gran altura y waterpolo.

## Disciplinas
El programa oficial de este campeonato incluye 77 pruebas, repartidas en seis deportes acuáticos.
| Disciplina | Competiciones masculinas | Competiciones femeninas | Competiciones mixtas | Total           |
| --- | ------------------------ | ----------------------- | -------------------- | --------------- |
| • Natación • Natación en aguas abiertas • Natación artística • Saltos • Saltos de gran altura • Waterpolo • Total | 20 3 2 5 1 32            | 20 3 4 5 1 34           | 2 1 5 3 – 11         | 42 7 11 13 2 77 |

### Pruebas
| Natación               | Hombres                             | Mujeres                             |
| ---------------------- | ----------------------------------- | ----------------------------------- |
| Estilo libre           | 50 m 100 m 200 m 400 m 800 m 1500 m | 50 m 100 m 200 m 400 m 800 m 1500 m |
| Estilo espalda         | 50 m 100 m 200 m                    | 50 m 100 m 200 m                    |
| Estilo braza           | 50 m 100 m 200 m                    | 50 m 100 m 200 m                    |
| Estilo mariposa        | 50 m 100 m 200 m                    | 50 m 100 m 200 m                    |
| Cuatro estilos         | 200 m 400 m                         | 200 m 400 m                         |
| Relevos estilo libre   | 4 × 100 m 4 × 200 m                 | 4 × 100 m 4 × 200 m                 |
| Relevos cuatro estilos | 4 × 100 m                           | 4 × 100 m                           |
| Relevos mixtos         | 4 × 100 m libre 4 × 100 m estilos   | 4 × 100 m libre 4 × 100 m estilos   |

| Natación en aguas abiertas | Hombres          | Mujeres          |
| -------------------------- | ---------------- | ---------------- |
| Individual                 | 3 km eliminación | 3 km eliminación |
| Individual                 | 5 km             | 5 km             |
| Individual                 | 10 km            | 10 km            |
| Equipo                     | 6 km             | 6 km             |

| Natación artística | Hombres         | Mujeres         |
| ------------------ | --------------- | --------------- |
| Solo               | Técnico y libre | Técnico y libre |
| Dúo                | –               | Técnico y libre |
| Equipo             | Técnico y libre | Técnico y libre |
| Acrobático         | Libre           | Libre           |
| Dúo mixto          | Técnico y libre | Técnico y libre |

| Saltos              | Hombres  | Mujeres  |
| ------------------- | -------- | -------- |
| Trampolín           | 1 m 3 m  | 1 m 3 m  |
| Plataforma          | 10 m     | 10 m     |
| Sincronizados       | 3 m 10 m | 3 m 10 m |
| Sincronizados mixto | 3 m 10 m | 3 m 10 m |
| Equipo              | 3/10 m   | 3/10 m   |

| Saltos de gran altura | Hombres | Mujeres |
| --------------------- | ------- | ------- |
| Plataforma            | 27 m    | 20 m    |

| Waterpolo | Hombres | Mujeres |
| --------- | ------- | ------- |

## Ediciones
| Núm.  | Año  | Ciudad            | País           | Atletas | Naciones | Instalación principal                                |
| ----- | ---- | ----------------- | -------------- | ------- | -------- | ---------------------------------------------------- |
| I     | 1973 | Belgrado          | Yugoslavia     | 696     | 47       | Piscinas Tašmajdan                                   |
| II    | 1975 | Cali              | Colombia       | 682     | 39       | Piscinas Panamericanas Hernando Botero O'Byrne       |
| III   | 1978 | Berlín Occidental | RFA            | 828     | 49       | Piscina Olímpica                                     |
| IV    | 1982 | Guayaquil         | Ecuador        | 848     | 52       | Piscinas Alberto Vallarino                           |
| V     | 1986 | Madrid            | España         | 1119    | 84       | Centro de Natación M-86                              |
| VI    | 1991 | Perth             | Australia      | 1142    | 60       | Centro Acuático del Perth Superdrome                 |
| VII   | 1994 | Roma              | Italia         | 1382    | 102      | Foro Itálico                                         |
| VIII  | 1998 | Perth             | Australia      | 1371    | 119      | Centro Acuático del Estadio Challenge                |
| IX    | 2001 | Fukuoka           | Japón          | 1498    | 134      | Marine Messe                                         |
| X     | 2003 | Barcelona         | España         | 2017    | 158      | Palau Sant Jordi                                     |
| XI    | 2005 | Montreal          | Canadá         | 1784    | 144      | Centro Acuático de Île Sainte-Hélène                 |
| XII   | 2007 | Melbourne         | Australia      | 2158    | 167      | Arena Rod Laver                                      |
| XIII  | 2009 | Roma              | Italia         | 2438    | 172      | Foro Itálico                                         |
| XIV   | 2011 | Shanghái          | China          | 2157    | 178      | Centro de Deportes Acuáticos de Shanghái             |
| XV    | 2013 | Barcelona         | España         | 2195    | 177      | Palau Sant Jordi                                     |
| XVI   | 2015 | Kazán             | Rusia          | 2412    | 184      | Arena de Kazán                                       |
| XVII  | 2017 | Budapest          | Hungría        | 2303    | 182      | Arena Danubio                                        |
| XVIII | 2019 | Gwangju           | Corea del Sur  | 2418    | 192      | Centro Acuático Municipal de la Universidad de Nambu |
| XIX   | 2022 | Budapest          | Hungría        | 2097    | 180      | Arena Danubio                                        |
| XX    | 2023 | Fukuoka           | Japón          | 2361    | 191      | Marine Messe                                         |
| XXI   | 2024 | Doha              | Catar          | 2603    | 202      | Centro Acuático Hamad                                |
| XXII  | 2025 | Singapur          | Singapur       |         |          | Centro Acuático OCBC                                 |
| XXIII | 2027 | Budapest          | Hungría        |         |          | Arena Danubio                                        |
| XXIV  | 2029 | Pekín             | China          |         |          | Centro Acuático Nacional                             |
| XXV   | 2031 | Por determinar    | Por determinar |         |          |                                                      |

1. 1 2 3 4 5 6  Piscina construida provisionalmente para ese campeonato.

## Medalleros históricos
- Datos actualizados a Singapur 2025.

### Total
| Núm. | País                 | Oro  | Plata | Bronce | Total |
| ---- | -------------------- | ---- | ----- | ------ | ----- |
| 1    | Estados Unidos       | 311  | 257   | 197    | 765   |
| 2    | China                | 222  | 136   | 106    | 464   |
| 3    | Australia            | 130  | 133   | 99     | 362   |
| 4    | Rusia                | 127  | 108   | 94     | 329   |
| 5    | Alemania             | 107  | 118   | 115    | 340   |
| 6    | Italia               | 52   | 73    | 80     | 205   |
| 7    | Hungría              | 44   | 37    | 36     | 117   |
| 8    | Reino Unido          | 37   | 39    | 67     | 143   |
| 9    | Francia              | 37   | 38    | 39     | 114   |
| 10   | Canadá               | 34   | 56    | 76     | 166   |
| 11   | Países Bajos         | 25   | 42    | 36     | 103   |
| 12   | Suecia               | 21   | 21    | 18     | 60    |
| 13   | Japón                | 20   | 53    | 82     | 155   |
| 14   | España               | 18   | 45    | 40     | 103   |
| 15   | Brasil               | 17   | 15    | 19     | 51    |
| 16   | Sudáfrica            | 14   | 9     | 18     | 41    |
| 17   | Ucrania              | 13   | 20    | 30     | 63    |
| 18   | Serbia               | 7    | 4     | 6      | 17    |
| 19   | Rumania              | 7    | 2     | 9      | 18    |
| 20   | Polonia              | 6    | 12    | 12     | 30    |
| 21   | Grecia               | 6    | 7     | 10     | 23    |
| 22   | Túnez                | 6    | 3     | 4      | 13    |
| 23   | Lituania             | 6    | 3     | 3      | 12    |
| 24   | Dinamarca            | 4    | 9     | 8      | 21    |
| 25   | Zimbabue             | 4    | 5     | 0      | 9     |
| 26   | Corea del Sur        | 4    | 2     | 6      | 12    |
| 27   | México               | 3    | 18    | 22     | 43    |
| 28   | Croacia              | 3    | 3     | 4      | 10    |
| 29   | Finlandia            | 3    | 2     | 2      | 7     |
| 30   | Nueva Zelanda        | 2    | 6     | 8      | 16    |
| 31   | Austria              | 2    | 6     | 6      | 14    |
| 32   | Bielorrusia          | 2    | 2     | 7      | 11    |
| 33   | Portugal             | 2    | 1     | 1      | 4     |
| 34   | Irlanda              | 2    | 0     | 0      | 2     |
| 35   | Suiza                | 1    | 8     | 2      | 11    |
| 36   | Corea del Norte      | 1    | 4     | 3      | 8     |
| 37   | Bélgica              | 1    | 2     | 3      | 6     |
| 38   | Hong Kong            | 1    | 2     | 1      | 4     |
| 38   | Noruega              | 1    | 2     | 1      | 4     |
| 40   | Malasia              | 1    | 1     | 6      | 8     |
| 41   | Bulgaria             | 1    | 1     | 4      | 6     |
| 42   | Colombia             | 1    | 1     | 2      | 4     |
| 42   | Costa Rica           | 1    | 1     | 2      | 4     |
| 44   | Kazajistán           | 1    | 0     | 1      | 2     |
| 45   | Surinam              | 1    | 0     | 0      | 1     |
| 46   | Eslovaquia           | 0    | 3     | 2      | 5     |
| 47   | República Checa      | 0    | 4     | 1      | 5     |
| 48   | Cuba                 | 0    | 1     | 1      | 2     |
| 48   | Islandia             | 0    | 1     | 1      | 2     |
| 48   | Jamaica              | 0    | 1     | 1      | 2     |
| 51   | Ecuador              | 0    | 1     | 0      | 1     |
| 51   | Israel               | 0    | 1     | 0      | 1     |
| 51   | Montenegro           | 0    | 1     | 0      | 1     |
| 54   | Egipto               | 0    | 0     | 5      | 5     |
| 55   | Argentina            | 0    | 0     | 2      | 2     |
| 55   | Singapur             | 0    | 0     | 2      | 2     |
| 57   | Bosnia y Herzegovina | 0    | 0     | 1      | 1     |
| 57   | Kirguistán           | 0    | 0     | 1      | 1     |
| 57   | Mónaco               | 0    | 0     | 1      | 1     |
| 57   | Puerto Rico          | 0    | 0     | 1      | 1     |
| 57   | Trinidad y Tobago    | 0    | 0     | 1      | 1     |
| 57   | Venezuela            | 0    | 0     | 1      | 1     |
|      | TOTAL                | 1309 | 1320  | 1306   | 3935  |

### Natación
| Núm. | País                 | Oro | Plata | Bronce | Total |
| ---- | -------------------- | --- | ----- | ------ | ----- |
| 1    | Estados Unidos       | 263 | 216   | 156    | 635   |
| 2    | Australia            | 109 | 113   | 76     | 298   |
| 3    | Alemania             | 82  | 88    | 78     | 248   |
| 4    | China                | 64  | 37    | 61     | 162   |
| 5    | Hungría              | 36  | 19    | 29     | 84    |
| 6    | Rusia                | 34  | 60    | 50     | 144   |
| 7    | Reino Unido          | 28  | 24    | 47     | 99    |
| 8    | Italia               | 27  | 34    | 35     | 96    |
| 9    | Francia              | 26  | 24    | 30     | 80    |
| 10   | Suecia               | 20  | 20    | 17     | 57    |
| 11   | Canadá               | 18  | 25    | 48     | 91    |
| 12   | Países Bajos         | 15  | 30    | 30     | 75    |
| 13   | Sudáfrica            | 13  | 9     | 17     | 39    |
| 14   | Japón                | 11  | 30    | 41     | 82    |
| 15   | Brasil               | 9   | 12    | 10     | 31    |
| 16   | Ucrania              | 8   | 6     | 7      | 21    |
| 17   | Polonia              | 6   | 12    | 12     | 30    |
| 18   | Lituania             | 6   | 3     | 3      | 12    |
| 19   | Rumania              | 6   | 1     | 7      | 14    |
| 20   | España               | 5   | 7     | 6      | 18    |
| 21   | Túnez                | 5   | 3     | 3      | 11    |
| 22   | Dinamarca            | 4   | 9     | 8      | 21    |
| 23   | Corea del Sur        | 4   | 2     | 3      | 9     |
| 24   | Zimbabue             | 3   | 5     | 0      | 8     |
| 25   | Finlandia            | 3   | 2     | 1      | 6     |
| 26   | Nueva Zelanda        | 2   | 6     | 8      | 16    |
| 27   | Serbia               | 2   | 2     | 1      | 5     |
| 28   | Bielorrusia          | 2   | 1     | 3      | 6     |
| 29   | Portugal             | 2   | 1     | 0      | 3     |
| 30   | Irlanda              | 2   | 0     | 0      | 2     |
| 31   | Hong Kong            | 1   | 2     | 1      | 4     |
| 31   | Noruega              | 1   | 2     | 1      | 4     |
| 33   | Bélgica              | 1   | 1     | 3      | 5     |
| 34   | Costa Rica           | 1   | 1     | 2      | 4     |
| 35   | Grecia               | 1   | 1     | 1      | 3     |
| 36   | Surinam              | 1   | 0     | 0      | 1     |
| 37   | Suiza                | 0   | 8     | 2      | 10    |
| 38   | Austria              | 0   | 4     | 4      | 8     |
| 39   | Eslovaquia           | 0   | 3     | 2      | 5     |
| 40   | Croacia              | 0   | 2     | 0      | 2     |
| 41   | Bulgaria             | 0   | 1     | 1      | 2     |
| 41   | Islandia             | 0   | 1     | 1      | 2     |
| 41   | Jamaica              | 0   | 1     | 1      | 2     |
| 44   | Israel               | 0   | 1     | 0      | 1     |
| 44   | República Checa      | 0   | 1     | 0      | 1     |
| 46   | Egipto               | 0   | 0     | 3      | 3     |
| 47   | Singapur             | 0   | 0     | 2      | 2     |
| 48   | Argentina            | 0   | 0     | 1      | 1     |
| 48   | Bosnia y Herzegovina | 0   | 0     | 1      | 1     |
| 48   | Kirguistán           | 0   | 0     | 1      | 1     |
| 48   | Puerto Rico          | 0   | 0     | 1      | 1     |
| 48   | Trinidad y Tobago    | 0   | 0     | 1      | 1     |
| 48   | Venezuela            | 0   | 0     | 1      | 1     |
|      | TOTAL                | 821 | 830   | 817    | 2468  |

### Natación en aguas abiertas
- Esta tabla incluye sólo las medallas otorgadas en los Campeonatos Mundiales de Natación. Para el medallero histórico total en los campeonatos mundiales de esta especialidad ver Mundial de Natación en Aguas Abiertas.

| Núm. | País            | Oro | Plata | Bronce | Total |
| ---- | --------------- | --- | ----- | ------ | ----- |
| 1    | Alemania        | 23  | 17    | 14     | 54    |
| 2    | Rusia           | 12  | 10    | 9      | 31    |
| 3    | Italia          | 11  | 17    | 19     | 47    |
| 4    | Estados Unidos  | 9   | 9     | 7      | 25    |
| 5    | Brasil          | 8   | 3     | 9      | 20    |
| 6    | Francia         | 7   | 10    | 5      | 22    |
| 7    | Países Bajos    | 7   | 7     | 5      | 19    |
| 8    | Australia       | 6   | 7     | 8      | 21    |
| 9    | Hungría         | 2   | 6     | 5      | 13    |
| 10   | Grecia          | 2   | 4     | 3      | 9     |
| 11   | Reino Unido     | 2   | 1     | 2      | 5     |
| 12   | España          | 1   | 3     | 1      | 5     |
| 13   | Canadá          | 1   | 1     | 1      | 3     |
| 14   | Bulgaria        | 1   | 0     | 3      | 4     |
| 15   | Japón           | 1   | 0     | 1      | 2     |
| 15   | Sudáfrica       | 1   | 0     | 1      | 2     |
| 15   | Túnez           | 1   | 0     | 1      | 2     |
| 18   | China           | 1   | 0     | 0      | 1     |
| 18   | Suiza           | 1   | 0     | 0      | 1     |
| 20   | Bélgica         | 0   | 1     | 0      | 1     |
| 20   | Ecuador         | 0   | 1     | 0      | 1     |
| 20   | República Checa | 0   | 1     | 0      | 1     |
| 23   | Argentina       | 0   | 0     | 1      | 1     |
| 23   | Egipto          | 0   | 0     | 1      | 1     |
| 23   | Mónaco          | 0   | 0     | 1      | 1     |
| 23   | Portugal        | 0   | 0     | 1      | 1     |
| 23   | Ucrania         | 0   | 0     | 1      | 1     |
|      | TOTAL           | 97  | 98    | 99     | 294   |

### Saltos
| Núm. | País            | Oro | Plata | Bronce | Total |
| ---- | --------------- | --- | ----- | ------ | ----- |
| 1    | China           | 138 | 67    | 35     | 240   |
| 2    | Rusia           | 16  | 28    | 24     | 68    |
| 3    | Estados Unidos  | 13  | 17    | 21     | 51    |
| 4    | Australia       | 9   | 11    | 13     | 33    |
| 5    | Canadá          | 6   | 15    | 14     | 35    |
| 6    | Reino Unido     | 4   | 12    | 14     | 30    |
| 7    | Italia          | 4   | 8     | 14     | 26    |
| 8    | México          | 3   | 14    | 17     | 34    |
| 9    | Alemania        | 2   | 13    | 21     | 36    |
| 10   | Ucrania         | 2   | 7     | 7      | 16    |
| 11   | Corea del Norte | 1   | 4     | 3      | 8     |
| 12   | Malasia         | 1   | 1     | 6      | 8     |
| 13   | Francia         | 1   | 1     | 1      | 3     |
| 13   | Suecia          | 1   | 1     | 1      | 3     |
| 15   | Países Bajos    | 1   | 0     | 0      | 1     |
| 15   | Zimbabue        | 1   | 0     | 0      | 1     |
| 17   | Japón           | 0   | 2     | 4      | 6     |
| 18   | Cuba            | 0   | 1     | 1      | 2     |
| 18   | República Checa | 0   | 1     | 1      | 2     |
| 20   | Corea del Sur   | 0   | 0     | 3      | 3     |
| 21   | Egipto          | 0   | 0     | 1      | 1     |
| 21   | España          | 0   | 0     | 1      | 1     |
| 21   | Finlandia       | 0   | 0     | 1      | 1     |
|      | TOTAL           | 203 | 203   | 203    | 609   |

### Saltos de gran altura
| Núm. | País            | Oro | Plata | Bronce | Total |
| ---- | --------------- | --- | ----- | ------ | ----- |
| 1    | Australia       | 5   | 0     | 0      | 5     |
| 2    | Estados Unidos  | 4   | 3     | 1      | 8     |
| 3    | Reino Unido     | 3   | 1     | 1      | 5     |
| 4    | Rumania         | 1   | 1     | 2      | 4     |
| 5    | Colombia        | 1   | 0     | 0      | 1     |
| 6    | Canadá          | 0   | 3     | 2      | 5     |
| 6    | México          | 0   | 3     | 2      | 5     |
| 8    | Francia         | 0   | 1     | 1      | 2     |
| 9    | España          | 0   | 1     | 0      | 1     |
| 9    | República Checa | 0   | 1     | 0      | 1     |
| 11   | Bielorrusia     | 0   | 0     | 2      | 2     |
| 12   | Alemania        | 0   | 0     | 1      | 1     |
| 12   | Italia          | 0   | 0     | 1      | 1     |
| 12   | Rusia           | 0   | 0     | 1      | 1     |
|      | TOTAL           | 14  | 14    | 14     | 42    |

### Natación artística
| Núm. | País           | Oro | Plata | Bronce | Total |
| ---- | -------------- | --- | ----- | ------ | ----- |
| 1    | Rusia          | 63  | 9     | 2      | 74    |
| 2    | China          | 19  | 31    | 10     | 60    |
| 3    | Estados Unidos | 14  | 11    | 10     | 35    |
| 4    | Canadá         | 9   | 10    | 9      | 28    |
| 5    | Japón          | 8   | 21    | 36     | 65    |
| 6    | España         | 7   | 27    | 27     | 61    |
| 7    | Italia         | 4   | 9     | 7      | 20    |
| 8    | Ucrania        | 3   | 7     | 15     | 25    |
| 9    | Francia        | 3   | 2     | 2      | 7     |
| 10   | Austria        | 2   | 2     | 2      | 6     |
| 11   | Grecia         | 1   | 1     | 2      | 4     |
| 12   | Kazajistán     | 1   | 0     | 1      | 2     |
| 13   | México         | 0   | 1     | 3      | 4     |
| 13   | Reino Unido    | 0   | 1     | 3      | 4     |
| 15   | Bielorrusia    | 0   | 1     | 2      | 3     |
| 15   | Colombia       | 0   | 1     | 2      | 3     |
| 17   | Países Bajos   | 0   | 1     | 0      | 1     |
|      | TOTAL          | 134 | 135   | 133    | 402   |

### Waterpolo
| Núm. | País           | Oro | Plata | Bronce | Total |
| ---- | -------------- | --- | ----- | ------ | ----- |
| 1    | Estados Unidos | 8   | 1     | 2      | 11    |
| 2    | Hungría        | 6   | 12    | 2      | 20    |
| 3    | Italia         | 6   | 5     | 4      | 15    |
| 4    | España         | 5   | 7     | 5      | 17    |
| 5    | Serbia         | 5   | 2     | 5      | 12    |
| 6    | Croacia        | 3   | 1     | 4      | 8     |
| 7    | Países Bajos   | 2   | 4     | 1      | 7     |
| 8    | Rusia          | 2   | 1     | 8      | 11    |
| 10   | Grecia         | 2   | 1     | 4      | 7     |
| 9    | Australia      | 1   | 2     | 2      | 5     |
| 11   | Canadá         | 0   | 2     | 2      | 4     |
| 12   | China          | 0   | 1     | 0      | 1     |
| 12   | Montenegro     | 0   | 1     | 0      | 1     |
| 14   | Alemania       | 0   | 0     | 1      | 1     |
|      | TOTAL          | 40  | 40    | 40     | 120   |

1. 1 2 3 4 5  Incluye las medallas obtenidas por la URSS.
2. 1 2 3  Incluye las medallas obtenidas por la RFA y la RDA entre 1949 y 1990.
3. 1 2 3  Incluye las medallas obtenidas por la RFS de Yugoslavia, la RF de Yugoslavia y por Serbia y Montenegro.
4. 1 2  Incluye las medallas obtenidas por Checoslovaquia.